# Helmut Schmidt (Fußballspieler, 1938)
Helmut Schmidt (* 21. Juli 1938) war ein deutscher Fußballspieler in der DDR-Oberliga, der höchsten Spielklasse des ostdeutschen Fußballverbandes. Dort spielte er für den SC Aufbau Magdeburg, Chemie Leipzig und Lok Stendal. 

## Fußball-Laufbahn
Schmidt begann seine Laufbahn durch die Eliteklasse des DDR-Fußballs beim SC Aufbau Magdeburg. Nach einem langen Anlauf hatte es die Mannschaft aus der Stadt des Schwermaschinenbaus endlich geschafft, in die Oberliga aufzusteigen. Zum Aufgebot des SC Aufbau für die erste Oberligasaison im Jahr 1960 gehörte auch der 21-jährige Helmut Schmidt. Als Neuling schafften die Magdeburger am Saisonende einen sicheren 7. Platz. Nach Platz 9 in der Spielzeit 1961/62 fiel der SC Aufbau 1962/63 auf den 11. Platz zurück und retteten sich nur knapp vor dem Abstieg. Auch für Schmidt war die Saison nicht optimal gelaufen, von den 26 Punktspielen hatte er nur 13 absolviert und hatte als Rechtsaußenstürmer nur ein Tor erzielt. Als er in der Saison 1963/64 sogar nur dreimal in Oberligaspielen eingesetzt worden war, verließ Schmidt am Ende der Spielzeit den SC Aufbau Magdeburg.
Er schloss sich im Sommer 1964 dem Überraschungsmeister der abgelaufenen Saison Chemie Leipzig an. Zwischen dem 1. und 18. Spieltag wurde Schmidt zwölfmal in der Regel als Mittelstürmer in der Oberliga eingesetzt, zum Saisonende konnte er der Konkurrenz von Dieter Scherbarth und Klaus Lisiewicz nicht mehr standhalten und schied nach nur einem Jahr bei Chemie Leipzig wieder aus. 
Nächste Station war der Oberligist Lok Stendal. Hier wurde Schmidt in der Saison 1965/66 zwar nicht regelmäßig aber doch in 17 Oberligapunktspielen eingesetzt. Er entwickelte sich in der Angriffsformation der Lokelf zu einem Allrounder, spielte sowohl auf beiden Außenpositionen wie auch als Mittelstürmer, kam jedoch nur viermal zum Torerfolg.
Zur Spielzeit 1966/67 gehörte Helmut Schmidt erneut zum Aufgebot von Chemie Leipzig. Er war von Beginn an im Angriff der Chemiker gesetzt und hatte im Sturmzentrum seine Stammposition, schoss allerdings nur zwei Tore. In den Folgejahren blieb Schmidt einer der verlässlichsten Spieler von Chemie Leipzig, spielte nie weniger als 22 Oberligaeinsätze pro Saison. Seine erfolgreichste Spielzeit hatte er 1968/69, als er alle Punktspiele bestritt und mit sieben Treffen zusammen mit Bernd Bauchspieß erfolgreichste Schütze der Mannschaft war. Außerdem bestritt er im Oktober 1968 ein Länderspiel mit der B-Nationalmannschaft. Auch in seiner letzten Oberligasaison 1970/71 wurde der inzwischen 32-jährige Schmidt noch einmal in 22 Punktspielen eingesetzt und war auf allen Angriffspositionen zu sehen. 
Sein letztes Oberligapunktspiel bestritt Schmidt am 26. Spieltag der Saison 1970/71 am 16. Juni 1971 in der Begegnung 1. FC Magdeburg – Chemie Leipzig (2:1) als Mittelstürmer. Danach hatte er innerhalb von zwölf Jahren 194 Punktspiele in der Oberliga bestritten, 53 für den SC Aufbau Magdeburg, 124 für Chemie Leipzig und 17 für Lok Stendal. Insgesamt hatte er 42 Tore erzielt. Anschließend spielte Schmidt noch fünf Jahre bei der Berliner Mannschaft Motor Köpenick, mit der bereits im ersten Jahr 1972 für eine Saison in die zweitklassige DDR-Liga aufstieg. Ab 1976 trainierte er für einige Jahre den Berliner Bezirksligisten Lichtenberg 47.